# Lijst van oorlogsmonumenten in Castricum
De Nederlandse gemeente Castricum heeft 4 oorlogsmonumenten. Hieronder een overzicht.
| Nr.  | Object                               | Herdachte groep              | Ontwerper   | Onthulling   | Type            | Locatie                                | Plaats            | Coördinaten                   | Foto                                 |
| ---- | ------------------------------------ | ---------------------------- | ----------- | ------------ | --------------- | -------------------------------------- | ----------------- | ----------------------------- | ------------------------------------ |
| 503  | Nederlands oorlogsgraf               |                              |             |              | kruis           | President Kennedylaan 3, 1921 EZ       | Akersloot         | 52° 33' 39" NB, 4° 43' 52" OL | Nederlands oorlogsgraf               |
| 1539 | Oorlogsmonument                      | algemeen, burgerslachtoffers | Theo Mulder | 1 mei 1957   | beeld/sculptuur | Pad van de Mensenrechten, 1902         | Castricum         | 52° 33' 32" NB, 4° 41' 17" OL | Meer afbeeldingen                    |
| 2460 | Monument voor Britse Piloten         | geallieerde militairen       |             |              | overig          | Zuidkerkelaan, 1906 AC                 | Limmen            | 52° 33' 51" NB, 4° 41' 30" OL | Monument voor Britse Piloten         |
| 3727 | Vredesmonument                       | overig, allen                |             |              | beeld/sculptuur | President Kennedylaan 3, 1921 EZ       | Akersloot         | 52° 33' 37" NB, 4° 43' 57" OL | Vredesmonument                       |
| 4112 | Lancaster monument                   | geallieerde militairen       |             | 5 mei 2018   | zuil            | bij de strandopgang                    | Castricum aan Zee |                               |                                      |
| 4252 | Joods monument                       | vervolgden Nederland         |             | 4 april 2013 | gedenksteen     | Dorpsstraat / Schoolstraat             | Castricum         | 52° 32' 49" NB, 4° 39' 52" OL |                                      |
| 4430 | plaquette voor verzetsstrijders      | verzet Nederland             |             | 4 mei 2022   | plaquette       | Amberlint (plantsoen)                  | Limmen            |                               |                                      |
|      | Oorlogsgraven geallieerde militairen | geallieerde militairen       |             |              | oorlogsgraf     | Kerkpad 1, Protestant kerkhof, 1901 GV | Castricum         | 52° 32' 46" NB, 4° 39' 50" OL | Oorlogsgraven geallieerde militairen |

Aalsmeer ·
Alkmaar ·
Amstelveen ·
Amsterdam ·
Bergen ·
Beverwijk ·
Blaricum ·
Bloemendaal ·
Castricum ·
Den Helder ·
Diemen ·
Dijk en Waard ·
Drechterland ·
Edam-Volendam ·
Enkhuizen ·
Gooise Meren ·
Haarlem ·
Haarlemmermeer ·
Heemskerk ·
Heemstede ·
Heiloo ·
Hilversum ·
Hollands Kroon ·
Hoorn ·
Huizen ·
Koggenland ·
Landsmeer ·
Laren ·
Medemblik ·
Oostzaan ·
Opmeer ·
Ouder-Amstel ·
Purmerend ·
Schagen ·
Stede Broec ·
Texel ·
Uitgeest ·
Uithoorn ·
Velsen ·
Waterland ·
Weesp ·
Wijdemeren ·
Wormerland ·
Zaanstad ·
Zandvoort